# Villeroy (Seine-et-Marne)
Villeroy is een gemeente in het Franse departement Seine-et-Marne (regio Île-de-France) en telt 614 inwoners (2004). De plaats maakt deel uit van het arrondissement Meaux.

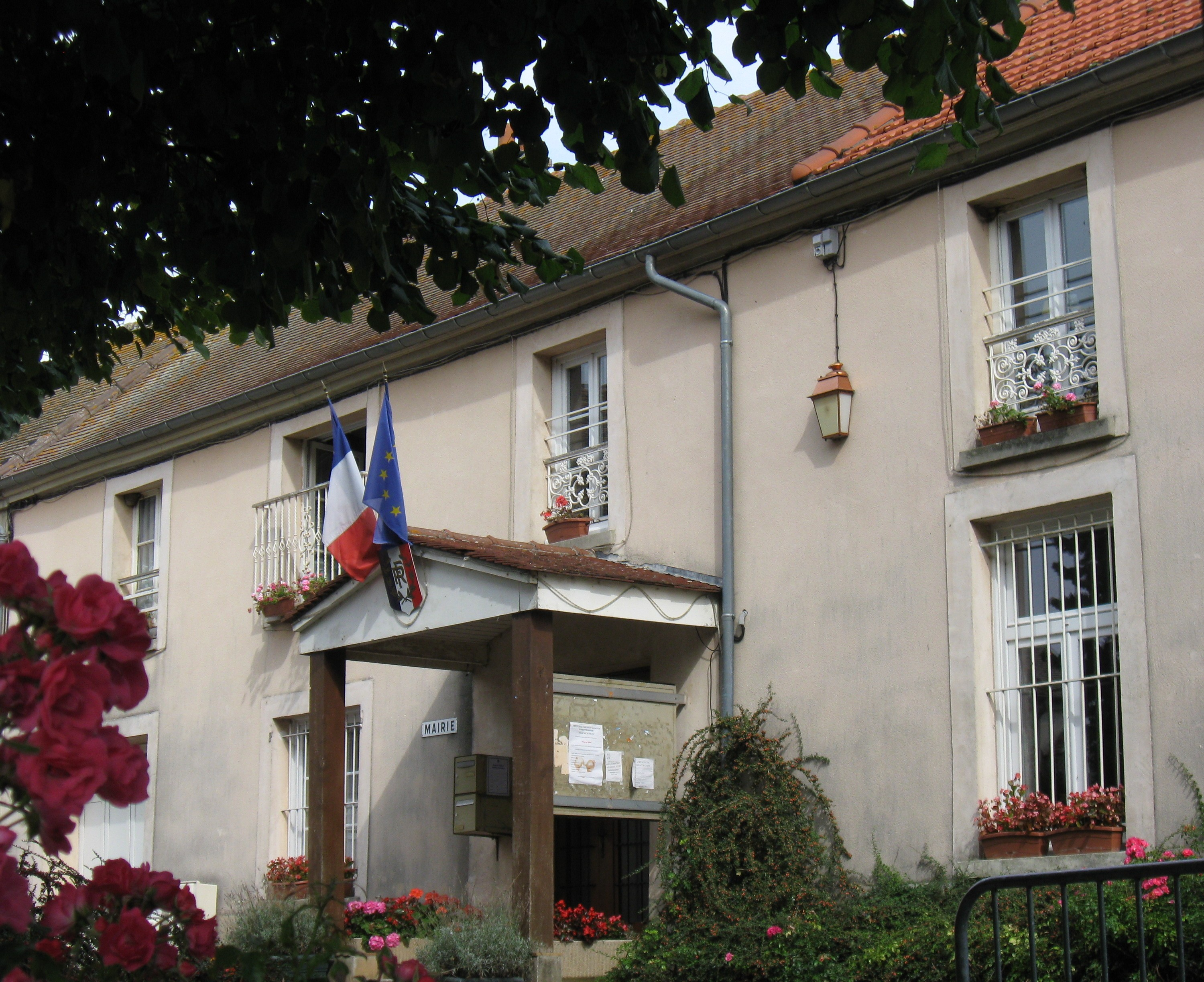
Gemeentehuis
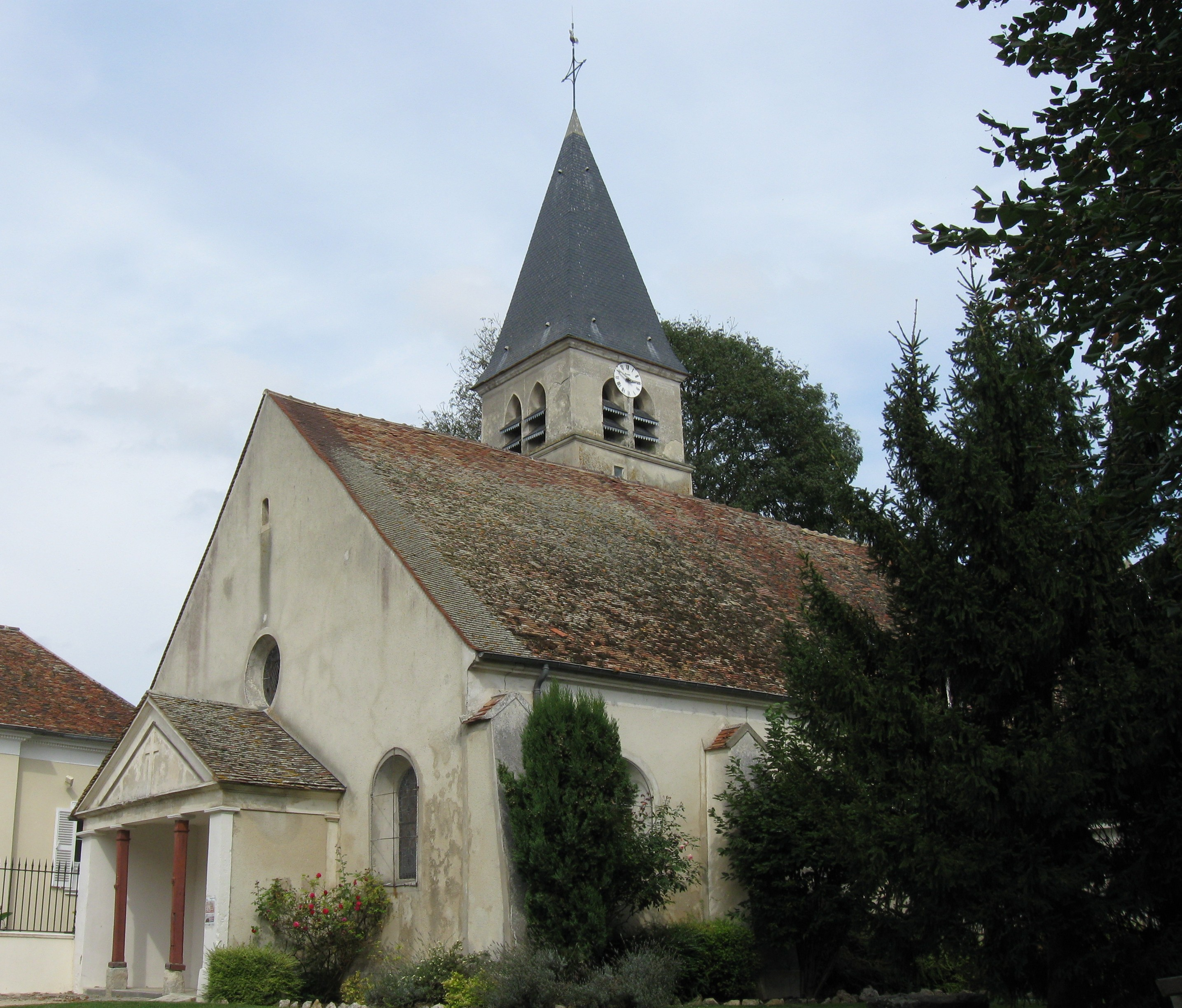
Kerk in Villeroy

## Geografie
De oppervlakte van Villeroy bedraagt 5,7 km², de bevolkingsdichtheid is 107,7 inwoners per km².
De onderstaande kaart toont de ligging van Villeroy (Seine-et-Marne) met de belangrijkste infrastructuur en aangrenzende gemeenten.

## Demografie
Onderstaande figuur toont het verloop van het inwonertal (bron: INSEE-tellingen).

## Overleden
- Charles Péguy (1873-1914), Franse schrijver, dichter en essayist